# 돈산역
돈산역(-山驛)은 조선민주주의인민공화국 함경남도 단천시에 위치한 철도역이다.조선총독부 철도에 의해 1943년 12월 4일에 개업되었으며, 본래 명칭은 함남운송역(咸南雲松駅)이다.